# دانيال كونستانتين (سياسي)
دانيال كونستانتين (بالفرنسية: Daniel Constantin)‏ هو سياسي فرنسي، ولد في 8 سبتمبر 1940 في فرنسا. انتخب Prefect of La Réunion ‏ (11 سبتمبر 1989 – 18 يوليو 1991).